# Antoine Calbet
Antoine Calbet (* 16. August 1860 in Engayrac, Département Lot-et-Garonne; † 1942 in Paris) war ein französischer Maler.

## Leben
Nach erstem künstlerischen Unterricht in Montpellier (Département Hérault) kam Calbet nach Paris. Er wurde an der École des Beaux-Arts (EBA) u. a. Schüler von Alexandre Cabanel und Édouard-Antoine Marsal. Als Mitglied der Société des Artistes Français konnte er 1880 auf einer Ausstellung erfolgreich debütieren.

## Rezeption
Calbets Œuvre umfasst Aquarelle, Lithografien und Ölgemälde. Daneben entstanden mit den Jahren auch viele Illustrationen von Büchern. 1907 betraute man ihn mit der Ausschmückung des Stadttheaters von Agen (Dépt. Lot-et-Garonne).
Schon als Schüler an der EBA fand Calbet zu seinem Stil. Er war sehr produktiv und seine erfolgreichen Teilnahmen an den Ausstellungen des Salon de Paris förderten seine Popularität. Daher wurde sein künstlerisches Schaffen schon bald auch zum finanziellen Erfolg.

## Ehrungen
- 1891 Medaille der Société des Artistes Français
- 1900 Offizier der Ehrenlegion
- 1900 Silbermedaille auf der Weltausstellung

## Werke (Auswahl)
Aquarelle
- Aphrodite. 1896
- Les amoureux sur un siège.
- Élégante dans un jardin.
- Scènes galantes.
- Femme se reposant dans un canapé.

Illustrationen
- Homer: L'odyssée. 1897.
- Pierre Louÿs: Aphrodite. 1896.

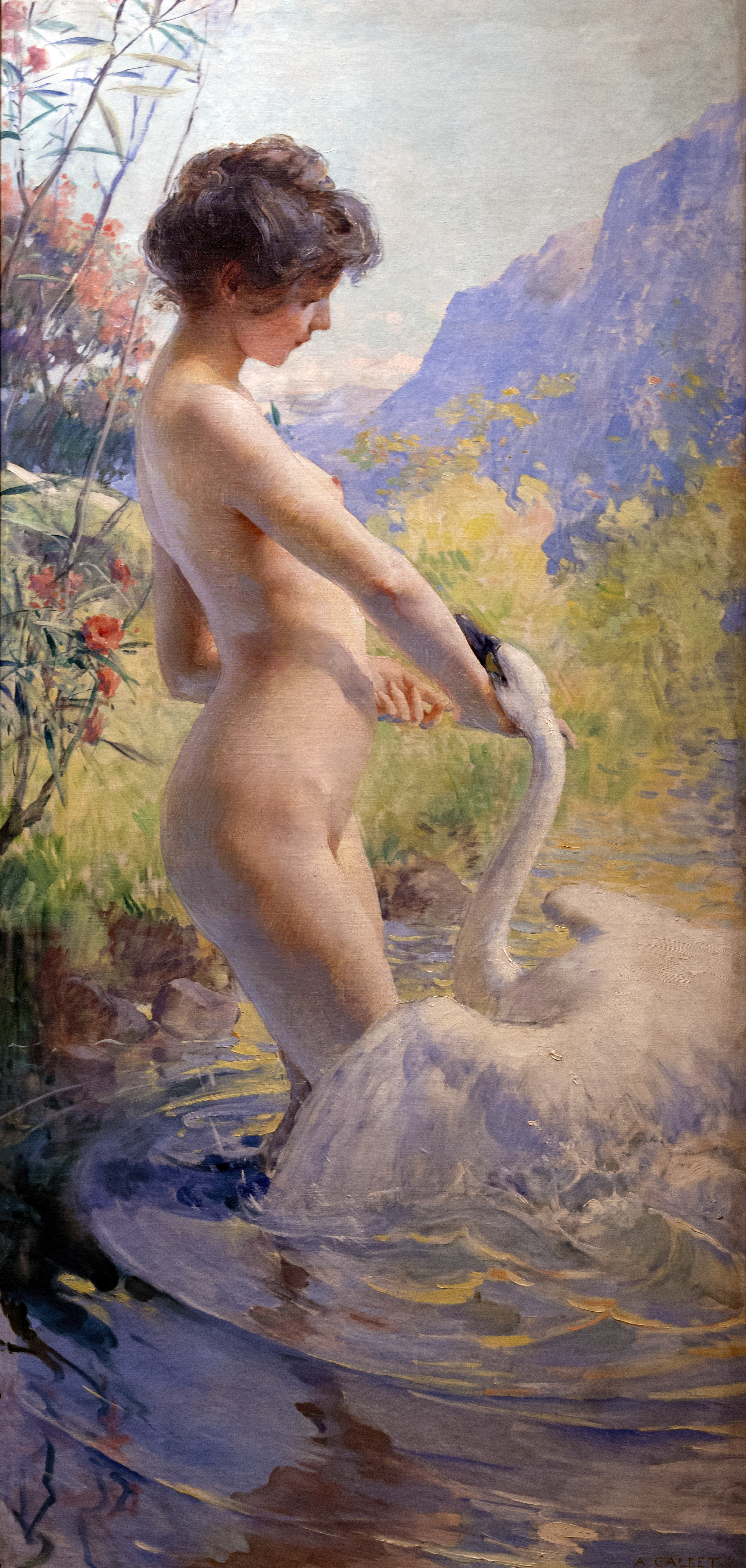
Leda und der Schwan (1901), Musée des Beaux-Arts Agen

- Edmond Pilon (Hrsg.): Contes libertins du XVIIIe siècle. 1936.
- Henri de Régnier: La pècheresse. 1921.

Ölgemälde
- Baigneuse. 1899
- Dame au foulard.
- Portrait d'une femme rousse.
- Chouans royalistes contre révolutionnaires.
- Baigneuse aux branches fleuries.